# Hedychium bipartitum
Hedychium bipartitum är en enhjärtbladig växtart som beskrevs av G.Z.Li. Hedychium bipartitum ingår i släktet Hedychium och familjen Zingiberaceae. Inga underarter finns listade i Catalogue of Life.